# Лос Абијертос, Ел Саукал (Сико)
Лос Абијертос, Ел Саукал (шп. Los Abiertos, El Saucal) насеље је у Мексику у савезној држави Веракруз у општини Сико. Насеље се налази на надморској висини од 2531 м.

## Становништво
Према подацима из 2010. године у насељу су живела 4 становника.

### Хронологија
| Година       | 2000       | 2005       | 2010 |
| ------------ | ---------- | ---------- | ---- |
| Становништво | 14 (7 / 7) | 11 (6 / 5) | 4    |

### Попис
| # | Индикатор                     | Вредност |
| - | ----------------------------- | -------- |
| 1 | Укупно домаћинстава           | 1        |
| 2 | Укупно насељених домаћинстава | 1        |
| 3 | Величина локације             | 1        |